# Natsu ga Kowareteiku -Day Dream Blues-
Natsu ga Kowareteiku -Day Dream Blues- (夏が壊れていく -Day Dream Blues-) é o quinto single da carreira solo de Hironobu Kageyama. Foi lançado em 21 de abril de 1985 pela Nippon Columbia e possui duas faixas, a homônima e "Silent Summer."

## Produção
Esse foi o quinto single de Kageyama em sua carreira solo após o fim da sua banda LAZY (que se reuniria em 1998).
Foi o único single lançado para promover o álbum Born Again, que posteriormente seria relançado com quatro músicas a mais, incluindo, entre elas, mais dois singles.
Para a composição das duas canções do single, Kageyama se juntou a Kenichi Sudo, solidificando uma parceria que viria a se estender por décadas, formando três bandas com ele, a AIRBLANCA, a TRY FORCE e a BROADWAY, com quem compuseram diversas músicas de Os Cavaleiros do Zodíaco, compiladas no álbum Saint Seiya Hit Kyokushuu III BOYS BE ~Kimi ni Ageru Tame ni~. Sudo viria a trabalhar com Kageyam em seus álbuns Born Again; I'm in You; Cold Rain; e Rock Japan.
Já a letrista Keiko Aso escreveu não só as duas músicas deste single, mas praticamente todo o álbum Born Again.

## Recepção
O site Maaktsuu disse que a faixa-título "é uma balada altamente recomendada."

## Faixas
| Lado A         |                                          |                |                   |                |         |  |
| N.º            | Título                                   | Letras         | Música            | Arranjo        | Duração |  |
| 1.             | "Natsu ga Kowareteiku -Day Dream Blues-" | Keiko Aso      | Hironobu Kageyama | Kenichi Sudo   | 4:24    |  |
| Duração total: | Duração total:                           | Duração total: | Duração total:    | Duração total: | 4:24    |  |

| Lado B         |                 |                |                |                |         |  |
| N.º            | Título          | Letras         | Música         | Arranjo        | Duração |  |
| 1.             | "Silent Summer" | K. Aso         | H. Kageyama    | K. Sudo        | 4:25    |  |
| Duração total: | Duração total:  | Duração total: | Duração total: | Duração total: | 4:25    |  |